# Campionatul Mondial de Handbal Feminin din 2019 - Echipele
Acest articol prezintă echipele care au luat parte la Campionatul Mondial de Handbal Feminin din 2019, desfășurat în Japonia, a 24-a ediție a acestei competiții. Fiecare echipă a fost alcătuită din maximum 28 de jucătoare, din care maximum 16 au putut fi înscrise pe foaia de joc a fiecărui meci.
Vârsta, clubul, selecțiile și golurile înscrise sunt cele valabile pe 30 noiembrie 2019.

## Grupa A

### Angola
O echipă cu 19 jucătoare a fost anunțată pe 29 octombrie 2019. Echipa finală a cuprins 16 jucătoare.
Antrenor principal:  Morten Soubak

Antrenor secund:  Danilo Júnior

Antrenor secund:  Vilma Lourenço
| Nr. | Post            | Nume                    | Data nașterii (vârsta) | Înălțime | Selecții | Goluri | Echipă                  |
| --- | --------------- | ----------------------- | ---------------------- | -------- | -------- | ------ | ----------------------- |
| 1   | Portar          | Amália Pinto            | 26 iunie 1997          | 1,75 m   | 0        | 0      | Primeiro de Agosto      |
| 4   | Pivot           | Ruth João               | 17 octombrie 1998      | 1,82 m   | 6        | 0      | Primeiro de Agosto      |
| 6   | Extremă stânga  | Vilma Silva             | 3 iunie 1997           | 1,73 m   | 12       | 44     | Primeiro de Agosto      |
| 8   | Centru          | Helena Paulo            | 24 ianuarie 1998       | 1,70 m   | 38       | 107    | Primeiro de Agosto      |
| 9   | Centru          | Natália Bernardo        | 25 decembrie 1986      | 1,70 m   | 106      | 189    | Primeiro de Agosto      |
| 10  | Pivot           | Albertina Kassoma       | 12 iunie 1996          | 1,90 m   | 64       | 116    | Primeiro de Agosto      |
| 12  | Portar          | Helena Sousa            | 7 noiembrie 1994       | 1,92 m   | 26       | 0      | Primeiro de Agosto      |
| 13  | Extremă dreapta | Iracelma da Silva       | 1 februarie 1991       | 1,77 m   | 82       | 21     | Primeiro de Agosto      |
| 15  | Inter dreapta   | Azenaide Carlos         | 14 iunie 1990          | 1,76 m   | 84       | 226    | Petro de Luanda         |
| 16  | Portar          | Teresa Almeida          | 5 mai 1988             | 1,78 m   | 92       | 0      | Petro de Luanda         |
| 17  | Inter dreapta   | Wuta Dombaxe            | 5 aprilie 1986         | 1,77 m   | 67       | 42     | Primeiro de Agosto      |
| 21  | Inter stânga    | Magda Cazanga           | 28 mai 1991            | 1,80 m   | 44       | 74     | Petro de Luanda         |
| 23  | Extremă dreapta | Juliana Machado         | 6 noiembrie 1994       | 1,70 m   | 50       | 85     | Primeiro de Agosto      |
| 25  | Pivot           | Liliana Venâncio        | 15 iunie 1995          | 1,88 m   | 25       | 24     | Primeiro de Agosto      |
| 31  | Extremă stânga  | Janete dos Santos       | 10 iunie 1991          | 1,76 m   | 36       | 32     | Progresso do Sambizanga |
| 90  | Centru          | Isabel Guialo (căpitan) | 8 aprilie 1990         | 1,72 m   | 67       | 185    | Primeiro de Agosto      |

### Cuba
Echipa finală cuprinzând 16 jucătoare a fost anunțată pe 6 noiembrie 2019.
Antrenor principal:  Jorge Coll

Antrenor secund:  Osvaldo Hernández

Antrenor secund:  Reynier Vera
| Nr. | Post            | Nume              | Data nașterii (vârsta) | Înălțime | Selecții | Goluri | Echipă                 |
| --- | --------------- | ----------------- | ---------------------- | -------- | -------- | ------ | ---------------------- |
| 1   | Portar          | Niurkis Mora      | 6 octombrie 1994       | 1,76 m   | 31       | 0      | Santiago de Cuba       |
| 4   | Inter dreapta   | Liliamnis Rosabal | 3 iulie 1999           | 1,73 m   | 2        | 3      | Balonmano Granma       |
| 5   | Inter stânga    | Schakira Robert   | 5 septembrie 1996      | 1,77 m   | 20       | 29     | La Habana              |
| 8   | Pivot           | Arisleidy Márquez | 24 noiembrie 1993      | 1.82 m   | 20       | 16     | Pinar del Rio          |
| 9   | Extremă stânga  | Lizandra Lusson   | 1 septembrie 1985      | 1,74 m   | 95       | 256    | BM Remudas             |
| 10  | Inter dreapta   | Gleinys Reyes     | 31 iulie 1989          | 1,64 m   | 27       | 163    | Balonmano Granma       |
| 11  | Pivot           | Yunisleidy Camejo | 15 februarie 1990      | 1,80 m   | 53       | 94     | Esencia 27 Cleba       |
| 12  | Portar          | Indiana Cedeño    | 29 iulie 1997          | 1.72 m   | 22       | 0      | Santiago de Cuba       |
| 14  | Inter stânga    | Nahomis Mustelier | 8 septembrie 2000      | 1.67 m   | 5        | 2      | Santiago de Cuba       |
| 16  | Portar          | Danielys Herranz  | 26 ianuarie 1999       | 1.76 m   | 20       | 0      | Balonmano Matanzas     |
| 18  | Inter dreapta   | Lorena Tellez     | 26 noiembrie 1996      | 1,82 m   | 97       | 260    | BM La Calzada          |
| 23  | Centru          | Eyatne Rizo       | 18 octombrie 1995      | 1,65 m   | 22       | 98     | Fleury Loiret Handball |
| 24  | Extremă stânga  | Nahomi Márquez    | 20 septembrie 2000     | 1.83 m   | 20       | 18     | La Habana              |
| 34  | Extremă stânga  | Yennifer Toledo   | 1 octombrie 2000       | 1.82 m   | 20       | 24     | Villa Clara            |
| 55  | Centru          | Yarumiy Cespedes  | 2 ianuarie 1996        | 1,75 m   | 5        | 4      | Balonmano Matanzas     |
| 77  | Extremă dreapta | Rosa Leal         | 26 decembrie 1996      | 1.77 m   | 10       | 11     | La Habana              |

### Norvegia
Echipa a fost anunțată pe 4 noiembrie 2019. Pe 11 decembrie, Kristine Breistøl a înlocuit-o pe Helene Gigstad Fauske.
Antrenor principal:  Thorir Hergeirsson

Antrenor secund:  Mia Hermansson Högdahl

Antrenor secund:  Mats Olsson

| Nr. | Post            | Nume                              | Data nașterii (vârsta) | Înălțime | Selecții | Goluri | Echipă                 |
| --- | --------------- | --------------------------------- | ---------------------- | -------- | -------- | ------ | ---------------------- |
| 3   | Inter stânga    | Emilie Hegh Arntzen               | 1 ianuarie 1994        | 1,83 m   | 93       | 143    | Vipers Kristiansand    |
| 6   | Pivot           | Heidi Løke                        | 12 decembrie 1982      | 1,73 m   | 205      | 759    | Vipers Kristiansand    |
| 7   | Inter dreapta   | Stine Skogrand                    | 3 martie 1993          | 1,73 m   | 72       | 114    | Herning-Ikast Håndbold |
| 8   | Inter dreapta   | Silje Waade                       | 20 martie 1994         | 1,83 m   | 35       | 42     | Vipers Kristiansand    |
| 10  | Centru          | Stine Bredal Oftedal (căpitan)    | 25 septembrie 1991     | 1,67 m   | 177      | 441    | Győri Audi ETO KC      |
| 11  | Extremă dreapta | Malin Aune                        | 4 martie 1995          | 1,65 m   | 49       | 85     | Vipers Kristiansand    |
| 12  | Portar          | Silje Solberg                     | 16 iunie 1990          | 1,78 m   | 135      | 1      | Siófok KC              |
| 13  | Pivot           | Kari Brattset Dale                | 15 februarie 1991      | 1,83 m   | 53       | 108    | Győri Audi ETO KC      |
| 16  | Portar          | Andrea Austmo Pedersen            | 19 aprilie 1994        | 1,76 m   | 7        | 0      | Vipers Kristiansand    |
| 17  | Inter stânga    | Helene Gigstad Fauske (înlocuită) | 31 ianuarie 1997       | 1,76 m   | 26       | 16     | Herning-Ikast Håndbold |
| 19  | Inter dreapta   | Moa Högdahl                       | 14 martie 1996         | 1,78 m   | 12       | 21     | Viborg HK              |
| 20  | Extremă dreapta | Marit Røsberg Jacobsen            | 25 februarie 1994      | 1,64 m   | 50       | 94     | Team Esbjerg           |
| 21  | Inter stânga    | Ingvild Bakkerud                  | 9 iulie 1995           | 1,87 m   | 15       | 28     | Odense Håndbold        |
| 23  | Extremă stânga  | Camilla Herrem                    | 8 octombrie 1986       | 1,67 m   | 237      | 630    | Sola HK                |
| 24  | Extremă stânga  | Sanna Solberg-Isaksen             | 16 iunie 1990          | 1,78 m   | 136      | 250    | Team Esbjerg           |
| 25  | Inter stânga    | Kristine Breistøl                 | 23 august 1993         | 1,91 m   | 3        | 4      | Team Esbjerg           |
| 26  | Centru          | Marta Tomac                       | 20 septembrie 1990     | 1,79 m   | 59       | 59     | Vipers Kristiansand    |

### Serbia
Echipa a fost anunțată pe 14 noiembrie 2019. Pe 19 noiembrie s-a făcut public că Andrea Lekić nu va participa, fiind operată în urma unei accidentări. Echipa finală a cuprins 16 jucătoare.
Antrenor principal:  Ljubomir Obradović

Antrenor secund:  Živojin Maksić
| Nr. | Post            | Nume                   | Data nașterii (vârsta) | Înălțime | Selecții | Goluri | Echipă                  |
| --- | --------------- | ---------------------- | ---------------------- | -------- | -------- | ------ | ----------------------- |
| 2   | Extremă stânga  | Sanja Radosavljević    | 15 ianuarie 1994       | 1,70 m   | 60       | 142    | Váci NKSE               |
| 5   | Inter stânga    | Jelena Trifunović      | 4 august 1991          | 1,82 m   | 59       | 84     | SCM Râmnicu Vâlcea      |
| 8   | Inter dreapta   | Dijana Števin          | 23 octombrie 1986      | 1,78 m   | 85       | 142    | HBC Celles-sur-Belle    |
| 9   | Inter dreapta   | Jelena Lavko (căpitan) | 6 iulie 1991           | 1,84 m   | 97       | 183    | ÉRD NK                  |
| 14  | Extremă dreapta | Željka Nikolić         | 12 iulie 1991          | 1,68 m   | 34       | 23     | SCM Craiova             |
| 15  | Inter dreapta   | Anđela Janjušević      | 15 mai 1995            | 1,78 m   | 14       | 2      | Siófok KC               |
| 16  | Portar          | Jovana Risović         | 7 octombrie 1993       | 1,71 m   | 72       | 2      | RK Podravka Koprivnica  |
| 17  | Extremă dreapta | Ana Kojić              | 4 octombrie 1997       | 1,65 m   | 2        | 2      | RK Krim                 |
| 20  | Pivot           | Slađana Pop-Lazić      | 26 iulie 1988          | 1,78 m   | 85       | 156    | Brest Bretagne Handball |
| 21  | Extremă stânga  | Dijana Radojević       | 2 aprilie 1990         | 1,70 m   | 42       | 60     | Mérignac Handball       |
| 23  | Inter stânga    | Marija Obradović       | 6 august 1992          | 1,82 m   | 9        | 12     | TuS Metzingen           |
| 25  | Inter stânga    | Jovana Jovović         | 12 aprilie 2001        | 1,75 m   | 1        | 0      | Dunaújvárosi KKA        |
| 27  | Portar          | Katarina Tomašević     | 6 februarie 1984       | 1,77 m   | 93       | 2      | Szombathelyi KKA        |
| 33  | Inter stânga    | Jovana Stoiljković     | 30 septembrie 1988     | 1,82 m   | 86       | 214    | Chambray Touraine HB    |
| 71  | Centru          | Kristina Liščević      | 20 octombrie 1989      | 1,73 m   | 77       | 121    | SCM Râmnicu Vâlcea      |
| 72  | Pivot           | Dragana Cvijić         | 15 martie 1990         | 1,84 m   | 90       | 233    | CSM București           |

### Slovenia
Echipa a fost anunțată pe 7 noiembrie 2019. Pe 9 decembrie, Anika Strnad a înlocuit-o pe Aneja Beganovič.
Antrenor principal:  Uroš Bregar

Antrenor secund:  Salvador Kranjčič

Antrenor pentru portari:  Branka Jovanović
| Nr. | Post            | Nume                        | Data nașterii (vârsta) | Înălțime | Selecții | Goluri | Echipă                   |
| --- | --------------- | --------------------------- | ---------------------- | -------- | -------- | ------ | ------------------------ |
| 1   | Portar          | Branka Zec                  | 30 octombrie 1986      | 1,79 m   | 53       | 0      | Frisch Auf Göppingen     |
| 2   | Pivot           | Valentina Klemenčič         | 5 februarie 2002       | 1,86 m   | 2        | 4      | RK Krim                  |
| 4   | Inter dreapta   | Anika Strnad                | 7 septembrie 1997      | 1,73 m   | 25       | 42     | Nantes Atlantique HB     |
| 6   | Inter dreapta   | Ana Gros (căpitan)          | 21 ianuarie 1991       | 1,86 m   | 92       | 402    | Brest Bretagne Handball  |
| 9   | Centru          | Nina Žabjek                 | 4 martie 1998          | 1,78 m   | 13       | 4      | RK Krim                  |
| 10  | Inter stânga    | Tjaša Stanko                | 5 noiembrie 1997       | 1,73 m   | 51       | 114    | RK Krim                  |
| 11  | Inter stânga    | Ana Abina                   | 30 iulie 1997          | 1,75 m   | 27       | 18     | ŽRK Krka                 |
| 13  | Extremă stânga  | Polona Barič                | 15 mai 1992            | 1,66 m   | 23       | 30     | RK Krim                  |
| 15  | Inter stânga    | Teja Ferfolja               | 20 septembrie 1991     | 1,83 m   | 48       | 40     | PAOK                     |
| 16  | Portar          | Maja Vojnović               | 26 ianuarie 1998       | 1,80 m   | 13       | 0      | RK Krim                  |
| 17  | Pivot           | Nataša Ljepoja              | 28 ianuarie 1996       | 1,83 m   | 0        | 0      | RK Krim                  |
| 18  | Centru          | Nina Zulić                  | 4 decembrie 1995       | 1,70 m   | 28       | 50     | RK Krim                  |
| 19  | Extremă dreapta | Jasmina Pišek               | 24 mai 1996            | 1,66 m   | 13       | 17     | ŽRK Z'dežele Celje       |
| 21  | Portar          | Amra Pandžić                | 20 septembrie 1989     | 1,78 m   | 25       | 0      | Kastamonu Belediyesi GSK |
| 23  | Inter stânga    | Hana Vučko                  | 14 noiembrie 1998      | 1,75 m   | 14       | 4      | RK Krim                  |
| 28  | Extremă stânga  | Maja Svetik                 | 9 martie 1996          | 1,70 m   | 4        | 4      | ŽRK Ajdovščina           |
| 41  | Pivot           | Aneja Beganovič (înlocuită) | 7 septembrie 1997      | 1,73 m   | 25       | 42     | Nantes Atlantique HB     |

### Țările de Jos
O echipă cu 18 jucătoare a fost anunțată pe 4 noiembrie 2019. Pe 11 decembrie, Delaila Amega a înlocuit-o pe Inger Smits.
Antrenor principal:  Emmanuel Mayonnade

Antrenor secund:  Ekaterina Andriușina

Antrenor secund:  Harry Weerman
| Nr. | Post            | Nume                     | Data nașterii (vârsta) | Înălțime | Selecții | Goluri | Echipă                  |
| --- | --------------- | ------------------------ | ---------------------- | -------- | -------- | ------ | ----------------------- |
| 5   | Inter stânga    | Jessy Kramer             | 16 februarie 1990      | 1,77 m   | 128      | 95     | Toulon Saint-Cyr HB     |
| 6   | Inter dreapta   | Laura van der Heijden    | 27 iunie 1990          | 1,72 m   | 197      | 605    | SG BBM Bietigheim       |
| 7   | Extremă dreapta | Debbie Bont              | 9 decembrie 1990       | 1,74 m   | 153      | 300    | København Håndbold      |
| 8   | Inter stânga    | Lois Abbingh             | 13 august 1992         | 1,77 m   | 138      | 603    | Rostov-Don              |
| 9   | Centru          | Larissa Nüsser           | 8 februarie 2000       | 1,82 m   | 5        | 10     | København Håndbold      |
| 10  | LP              | Danick Snelder (căpitan) | 22 mai 1990            | 1,78 m   | 160      | 376    | FTC-Rail Cargo Hungaria |
| 12  | Extremă stânga  | Bo van Wetering          | 10 mai 1999            | 1,72 m   | 1        | 1      | TuS Metzingen           |
| 14  | Centru          | Delaila Amega            | 21 septembrie 1997     | 1,70 m   | 20       | 33     | TuS Metzingen           |
| 18  | Inter stânga    | Kelly Dulfer             | 21 martie 1994         | 1,86 m   | 99       | 87     | Borussia Dortmund       |
| 19  | Pivot           | Merel Freriks            | 6 ianuarie 1998        | 1,75 m   | 15       | 22     | Borussia Dortmund       |
| 20  | Inter stânga    | Inger Smits (înlocuită)  | 17 septembrie 1994     | 1,79 m   | 17       | 12     | Borussia Dortmund       |
| 24  | Extremă stânga  | Martine Smeets           | 5 mai 1990             | 1,72 m   | 96       | 171    | Molde HK                |
| 26  | Extremă dreapta | Angela Malestein         | 31 ianuarie 1993       | 1,73 m   | 129      | 261    | SG BBM Bietigheim       |
| 30  | Portar          | Rinka Duijndam           | 6 august 1997          | 1,73 m   | 13       | 0      | Borussia Dortmund       |
| 33  | Portar          | Tess Wester              | 19 mai 1993            | 1,78 m   | 91       | 7      | Odense Håndbold         |
| 48  | Inter dreapta   | Dione Housheer           | 26 septembrie 1999     | 1,79 m   | 9        | 19     | Nykøbing Falster HK     |
| 79  | Inter stânga    | Estavana Polman          | 5 august 1992          | 1,74 m   | 130      | 459    | Team Esbjerg            |

## Grupa B

### Australia
Echipa finală a cuprins 16 jucătoare.
Antrenor principal:  Heba Aly

Antrenor secund:  Amgad Teleb
| Nr. | Post            | Nume                    | Data nașterii (vârsta) | Înălțime | Selecții | Goluri | Echipă                      |
| --- | --------------- | ----------------------- | ---------------------- | -------- | -------- | ------ | --------------------------- |
| 1   | Portar          | Jemima Harbort          | 4 septembrie 1987      | 1,80 m   | 40       | 0      | University of Queensland HC |
| 5   | Inter stânga    | Jessica Fallah          | 10 iulie 1999          | 1,70 m   | 6        | 3      | Ut-Hitra Sportsklubb        |
| 7   | Pivot           | Ana Meded               | 19 martie 1996         | 1,77 m   | 18       | 20     | Melbourne HC                |
| 8   | Centru          | Sally Potocki (căpitan) | 11 februarie 1989      | 1,78 m   | 25       | 110    | Bayer 04 Leverkusen         |
| 11  | Centru          | Emma Guignard           | 2 mai 1989             | 1,65 m   | 25       | 44     | Harbourside HC              |
| 12  | Pivot           | Laura Player            | 25 iulie 1991          | 1,75 m   | 8        | 8      | Harbourside HC              |
| 13  | Portar          | Manon Vernay            | 7 ianuarie 1989        | 1,74 m   | 10       | 0      | MTV 1860 Altlandsberg       |
| 14  | Centru          | Madeleine McAfee        | 5 februarie 1993       | 1,70 m   | 41       | 170    | Ut-Hitra Sportsklubb        |
| 16  | Pivot           | Rosalie Boyd            | 21 octombrie 1987      | 1,78 m   | 48       | 30     | University of Queensland HC |
| 17  | Extremă stânga  | Jessie Wood             | 17 martie 1997         | 1,55 m   | 6        | 8      | Ut-Hitra Sportsklubb        |
| 19  | Portar          | Amy Thomas              | 2 septembrie 2000      | 1,76 m   | 6        | 0      | Canberra HC                 |
| 21  | Inter stânga    | Manon Livingstone       | 28 ianuarie 1997       | 1,63 m   | 5        | 6      | Pays de Grasse HB           |
| 22  | Extremă stânga  | Heather Cooper          | 9 mai 1995             | 1,67 m   | 11       | 15     | University of Queensland HC |
| 25  | Inter dreapta   | Olivia Mowat            | 2 mai 1994             | 1,68 m   | 8        | 6      | Ut-Hitra Sportsklubb        |
| 27  | Extremă dreapta | Theresa Fitzgerald      | 6 august 1995          | 1,65 m   | 0        | 0      | Melbourne HC                |
| 30  | Extremă dreapta | Brianna Keyes           | 30 septembrie 1993     | 1,63 m   | 7        | 10     | Hong Kong HC                |

### Brazilia
Echipa a fost anunțată pe 7 noiembrie 2019. Pe 21 noiembrie 2019 s-a anunțat că Elaine Gomes nu va mai lua parte la competiție, în urma unei investigații antidoping împotriva clubului ei din România, fiind înlocuită cu Isaura Menin. Pe 6 decembrie, Gabriela Bitolo și Gabriela Moreschi le-au înlocuit pe Renata Arruda și Deonise Fachinello.
Antrenor principal:  Jorge Dueñas

Antrenor secund:  Juan Carlos Solar

Antrenor secund:  Cristiano Silva
| Nr. | Post            | Nume                           | Data nașterii (vârsta) | Înălțime | Selecții | Goluri | Echipă                    |
| --- | --------------- | ------------------------------ | ---------------------- | -------- | -------- | ------ | ------------------------- |
| 1   | Portar          | Gabriela Moreschi              | 8 iulie 1994           | 1,90 m   | 12       | 0      | Fleury Loiret Handball    |
| 2   | Centru          | Bruna de Paula                 | 26 septembrie 1999     | 1,70 m   | 21       | 28     | Fleury Loiret Handball    |
| 3   | Extremă dreapta | Alexandra Martínez             | 16 septembrie 1981     | 1,77 m   | 167      | 665    | ÉRD NK                    |
| 7   | Pivot           | Tamires Morena Lima            | 16 mai 1994            | 1,83 m   | 61       | 62     | HC Dunărea Brăila         |
| 9   | Centru          | Ana Paula Belo                 | 18 octombrie 1987      | 1,72 m   | 163      | 609    | Rostov-Don                |
| 12  | Portar          | Bárbara Arenhart (căpitan)     | 4 octombrie 1986       | 1,82 m   | 126      | 8      | Váci NKSE                 |
| 18  | Inter stânga    | Eduarda Amorim                 | 23 septembrie 1986     | 1,86 m   | 167      | 549    | Győri Audi ETO KC         |
| 20  | Extremă stânga  | Larissa Araújo                 | 1 iulie 1992           | 1,67 m   | 9        | 23     | Universitatea Cluj-Napoca |
| 21  | Extremă dreapta | Adriana Cardoso de Castro      | 29 octombrie 1990      | 1,68 m   | 8        | 3      | BM Bera Bera              |
| 22  | Inter stânga    | Samara da Silva                | 7 octombrie 1991       | 1,84 m   | 0        | 0      | SCM Râmnicu Vâlcea        |
| 24  | Pivot           | Isaura Menin                   | 1 iunie 1994           | 1,85 m   | 11       | 3      | CB Rincón Fertilidad      |
| 30  | Inter dreapta   | Gabriela Bitolo                | 1 aprilie 1999         | 1,80 m   | 3        | 1      | EC Pinheiros              |
| 33  | Inter stânga    | Jaqueline Anastácio            | 9 noiembrie 1987       | 1,76 m   | 39       | 89     | CS Măgura Cisnădie        |
| 48  | Centru          | Patricia Matieli               | 11 noiembrie 1988      | 1,68 m   | 4        | 3      | MKS Lublin                |
| 81  | Inter dreapta   | Deonise Fachinello (înlocuită) | 20 iunie 1983          | 1,80 m   | 166      | 372    | Bourg de Péage HB         |
| 87  | Portar          | Renata Arruda (înlocuită)      | 18 februarie 1999      | 1,79 m   | 4        | 0      | BM Bera Bera              |
| 88  | Extremă dreapta | Mariana Costa                  | 14 octombrie 1992      | 1,66 m   | 22       | 48     | CS Gloria 2018 Bistrița   |
| 96  | Extremă stânga  | Ana Cláudia Bolzan             | 15 iulie 1996          | 1,70 m   | 3        | 3      | EC Pinheiros              |

### Coreea de Sud
Echipa finală a cuprins 16 jucătoare.
Antrenor principal:  Kang Jae-won

Antrenor secund:  Shim Jaehong

Antrenor secund:  Lee Kiho
| Nr. | Post            | Nume           | Data nașterii (vârsta) | Înălțime | Selecții | Goluri | Echipă                           |
| --- | --------------- | -------------- | ---------------------- | -------- | -------- | ------ | -------------------------------- |
| 1   | Portar          | Kim Su-yeon    | 2 iunie 1998           | 1,82 m   | 5        | 0      | Korea National Sports University |
| 2   | Extremă dreapta | Kim Seon-hwa   | 7 ianuarie 1991        | 1,60 m   | 8        |        | SK Sugar Gliders                 |
| 6   | Extremă stânga  | Choi Su-ji     | 10 aprilie 1995        | 1,62 m   | 10       |        | SK Sugar Gliders                 |
| 7   | Extremă stânga  | Shin Eun-ju    | 9 septembrie 1993      | 1,70 m   | 8        |        | Incheon Metropolitan City        |
| 10  | Pivot           | Won Seon-pil   | 6 august 1994          | 1,74 m   |          | 5      | Incheon Metropolitan City        |
| 11  | Inter dreapta   | Ryu Eun-hee    | 24 februarie 1990      | 1,79 m   | 83       | 297    | Busan Infrastructure Corp.       |
| 13  | Inter stânga    | Han Mi-seul    | 13 august 1993         | 1,78 m   | 6        |        | Wonderful Samcheok               |
| 16  | Portar          | Park Sae-young | 11 august 1994         | 1,75 m   | 15       | 0      | Gwangju Metropolitan City Corp.  |
| 17  | Inter stânga    | Sim Hae-in     | 31 octombrie 1987      | 1,78 m   | 64       | 117    | Busan Infrastructure Corp.       |
| 19  | Pivot           | Kang Eun-hye   | 17 aprilie 1996        | 1,85 m   | 8        |        | Korea National Sports University |
| 20  | Centru          | Gwon Han-na    | 22 noiembrie 1989      | 1,73 m   | 16       | 0      | Busan Infrastructure Corp.       |
| 23  | Centru          | Lee Mi-gyeong  | 2 octombrie 1991       | 1,70 m   | 11       |        | Hiroshima Maple Reds             |
| 24  | Extremă dreapta | Jung Ji-in     | 18 iulie 2000          | 1,80 m   | 5        | 0      | Baekyang H.S                     |
| 26  | Pivot           | Kim So-ra      | 23 martie 1998         | 1,80 m   |          | 0      | Korea National Sports University |
| 29  | Inter dreapta   | Yu So-jeong    | 4 iunie 1996           | 1,68 m   | 19       | 71     | SK Sugar Gliders                 |
| 37  | Inter dreapta   | Moon Su-hyeon  | 25 martie 1998         | 1,73 m   | 5        |        | Korea National Sports University |

### Danemarca
Echipa a fost anunțată pe 18 octombrie 2019. Pe 9 decembrie, Mia Rej a înlocuit-o pe Simone Böhme.
Antrenor principal:  Klavs Bruun Jørgensen

Antrenor secund:  Lars Jørgensen

Antrenor pentru portari:  Michael Bruun
| Nr. | Post            | Nume                      | Data nașterii (vârsta) | Înălțime | Selecții | Goluri | Echipă                  |
| --- | --------------- | ------------------------- | ---------------------- | -------- | -------- | ------ | ----------------------- |
| 1   | Portar          | Sandra Toft               | 18 octombrie 1989      | 1,76 m   | 113      | 1      | Brest Bretagne Handball |
| 3   | Extremă stânga  | Lærke Nolsøe              | 19 februarie 1996      | 1,69 m   | 22       | 33     | Nykøbing Falster HK     |
| 5   | Pivot           | Sarah Iversen             | 10 aprilie 1990        | 1,77 m   | 44       | 55     | Herning-Ikast Håndbold  |
| 8   | Inter stânga    | Anne Mette Hansen         | 25 august 1994         | 1,85 m   | 86       | 227    | Győri Audi ETO KC       |
| 10  | Pivot           | Kathrine Heindahl         | 26 martie 1992         | 1,85 m   | 63       | 129    | Odense Håndbold         |
| 11  | Inter stânga    | Line Haugsted             | 11 noiembrie 1994      | 1,77 m   | 39       | 54     | Viborg HK               |
| 13  | Extremă dreapta | Simone Böhme (înlocuită)  | 17 august 1991         | 1,69 m   | 27       | 29     | Siófok KC               |
| 14  | Centru          | Lotte Grigel              | 5 aprilie 1991         | 1,65 m   | 102      | 146    | Nantes Atlantique HB    |
| 17  | Pivot           | Stine Bodholt Nielsen     | 8 noiembrie 1989       | 1,76 m   | 63       | 104    | Nantes Atlantique HB    |
| 23  | Inter stânga    | Kristina Jørgensen        | 17 ianuarie 1998       | 1,86 m   | 31       | 41     | Viborg HK               |
| 24  | Centru          | Mia Rej                   | 2 februarie 1990       | 1,68 m   | 13       | 18     | København Håndbold      |
| 25  | Extremă dreapta | Trine Østergaard          | 17 octombrie 1991      | 1,65 m   | 109      | 180    | Odense Håndbold         |
| 27  | Inter dreapta   | Louise Burgaard           | 17 octombrie 1992      | 1,76 m   | 98       | 212    | Metz Handball           |
| 28  | Inter stânga    | Stine Jørgensen (căpitan) | 3 septembrie 1990      | 1,80 m   | 140      | 455    | Odense Håndbold         |
| 32  | Centru          | Mie Højlund               | 24 octombrie 1997      | 1,75 m   | 24       | 27     | Odense Håndbold         |
| 36  | Extremă stânga  | Freja Cohrt               | 20 ianuarie 1994       | 1,70 m   | 19       | 40     | Odense Håndbold         |
| 40  | Portar          | Althea Reinhardt          | 1 septembrie 1996      | 1,80 m   | 44       | 0      | Odense Håndbold         |

### Franța
O echipă de 20 de jucătoare a fost anunțată pe 7 noiembrie 2019. Echipa a fost redusă ulterior la 16 jucătoare. Până pe 8 decembrie, Pauletta Foppa, Manon Houette și Tamara Horacek le-au înlocuit pe Camille Ayglon, Astride N'Gouan și Allison Pineau.
Antrenor principal:  Olivier Krumbholz

Antrenor secund:  Sébastien Gardillou

Antrenor secund:  Pierre Terzi

| Nr. | Post            | Nume                        | Data nașterii (vârsta) | Înălțime | Selecții | Goluri | Echipă                  |
| --- | --------------- | --------------------------- | ---------------------- | -------- | -------- | ------ | ----------------------- |
| 2   | Centru          | Méline Nocandy              | 25 februarie 1998      | 1,72 m   | 2        | 5      | Metz Handball           |
| 4   | Extremă dreapta | Pauline Coatanea            | 6 iulie 1993           | 1,65 m   | 16       | 19     | Brest Bretagne Handball |
| 5   | Inter dreapta   | Camille Ayglon (înlocuită)  | 21 mai 1985            | 1,80 m   | 262      | 539    | Nantes Atlantique HB    |
| 6   | Extremă stânga  | Chloé Bouquet               | 19 aprilie 1995        | 1,65 m   | 2        | 7      | ESBF Besançon           |
| 7   | Centru          | Allison Pineau (înlocuită)  | 2 mai 1989             | 1,81 m   | 231      | 573    | Paris 92                |
| 9   | Pivot           | Astride N'Gouan (înlocuită) | 9 iulie 1991           | 1,87 m   | 30       | 17     | Metz Handball           |
| 10  | Centru          | Grâce Zaadi                 | 7 iulie 1993           | 1,71 m   | 103      | 140    | Metz Handball           |
| 12  | Portar          | Amandine Leynaud (căpitan)  | 2 mai 1988             | 1,78 m   | 225      | 2      | Győri Audi ETO KC       |
| 13  | Extremă stânga  | Manon Houette               | 2 iulie 1992           | 1,68 m   | 92       | 223    | Metz Handball           |
| 19  | Inter dreapta   | Océane Sercien-Ugolin       | 15 decembrie 1997      | 1,76 m   | 1        | 3      | Paris 92                |
| 20  | Inter dreapta   | Laura Flippes               | 13 decembrie 1994      | 1,71 m   | 55       | 91     | Metz Handball           |
| 21  | Inter stânga    | Tamara Horacek              | 5 noiembrie 1995       | 1,78 m   | 31       | 13     | Paris 92                |
| 22  | Inter stânga    | Orlane Kanor                | 16 iunie 1997          | 1,78 m   | 31       | 44     | Metz Handball           |
| 24  | Pivot           | Béatrice Edwige             | 3 octombrie 1988       | 1,82 m   | 93       | 57     | Győri Audi ETO KC       |
| 26  | Pivot           | Pauletta Foppa              | 22 decembrie 2000      | 1,77 m   | 14       | 9      | Brest Bretagne Handball |
| 27  | Centru          | Estelle Nze Minko           | 11 august 1991         | 1,78 m   | 101      | 212    | Győri Audi ETO KC       |
| 29  | Inter stânga    | Gnonsiane Niombla           | 9 iulie 1990           | 1,72 m   | 94       | 214    | Siófok KC               |
| 64  | Inter dreapta   | Alexandra Lacrabère         | 27 aprilie 1987        | 1,77 m   | 229      | 755    | Fleury Loiret Handball  |
| 77  | Portar          | Roxanne Franck              | 10 ianuarie 1998       | 1,78 m   | 4        | 0      | ESBF Besançon           |
| 94  | Portar          | Catherine Gabriel           | 4 septembrie 1994      | 1,72 m   | 6        | 0      | Nantes Atlantique HB    |

### Germania
O echipă de 17 jucătoare a fost anunțată pe 29 octombrie 2019. Echipa finală a cuprins 16 jucătoare.
Antrenor principal:  Henk Groener

Antrenor secund:  Heike Horstmann

Antrenor pentru portari:  Debbie Klijn
| Nr. | Post            | Nume                         | Data nașterii (vârsta) | Înălțime | Selecții | Goluri | Echipă                  |
| --- | --------------- | ---------------------------- | ---------------------- | -------- | -------- | ------ | ----------------------- |
| 3   | Extremă dreapta | Amelie Berger                | 22 iulie 1999          | 1,70 m   | 13       | 21     | SG BBM Bietigheim       |
| 4   | Centru          | Alina Grijseels              | 12 aprilie 1996        | 1,74 m   | 18       | 20     | Borussia Dortmund       |
| 7   | Pivot           | Meike Schmelzer              | 19 iulie 1993          | 1,80 m   | 49       | 55     | Thüringer HC            |
| 12  | Portar          | Dinah Eckerle                | 16 octombrie 1995      | 1,70 m   | 40       | 1      | SG BBM Bietigheim       |
| 13  | Pivot           | Julia Behnke                 | 28 martie 1993         | 1,80 m   | 69       | 117    | Rostov-Don              |
| 15  | Inter stânga    | Kim Naidzinavicius (căpitan) | 6 aprilie 1991         | 1,83 m   | 99       | 237    | SG BBM Bietigheim       |
| 16  | Portar          | Isabell Roch                 | 26 iulie 1990          | 1,77 m   | 20       | 0      | TuS Metzingen           |
| 17  | Inter dreapta   | Alicia Stolle                | 17 iunie 1996          | 1,82 m   | 44       | 88     | Thüringer HC            |
| 18  | Centru          | Mia Zschocke                 | 28 mai 1998            | 1,78 m   | 16       | 7      | Bayer Leverkusen        |
| 20  | Inter stânga    | Emily Bölk                   | 26 aprilie 1998        | 1,82 m   | 44       | 122    | Thüringer HC            |
| 21  | Extremă stânga  | Ina Großmann                 | 21 august 1990         | 1,70 m   | 22       | 40     | Thüringer HC            |
| 22  | Inter dreapta   | Maren Weigel                 | 22 mai 1995            | 1,77 m   | 18       | 22     | TuS Metzingen           |
| 29  | Pivot           | Antje Lauenroth              | 3 octombrie 1988       | 1,70 m   | 16       | 25     | SG BBM Bietigheim       |
| 30  | Extremă dreapta | Jenny Behrend                | 20 ianuarie 1996       | 1,72 m   | 6        | 9      | VfL Oldenburg           |
| 32  | Inter stânga    | Evgenija Minevskaja          | 31 octombrie 1992      | 1,82 m   | 77       | 120    | Brest Bretagne Handball |
| 33  | Pivot           | Luisa Schulze                | 14 septembrie 1990     | 1,90 m   | 84       | 107    | SG BBM Bietigheim       |

## Grupa C

### Kazahstan
O echipă de 28 de handbaliste a fost anunțată în luna noiembrie. Echipa finală a cuprins 16 jucătoare.
Antrenor principal:  Berik Beknazarov

Antrenor secund: 
| Nr. | Post            | Nume                         | Data nașterii (vârsta) | Înălțime | Selecții | Goluri | Echipă      |
| --- | --------------- | ---------------------------- | ---------------------- | -------- | -------- | ------ | ----------- |
| 1   | Portar          | Iulia Poilova                | 9 noiembrie 1988       | 1,85 m   | 5        | 0      | GK Almaty   |
| 3   | Inter stânga    | Maria Sitnikova              | 10 noiembrie 1998      | 1,65 m   | 20       | 46     | GK Kazîgurt |
| 4   | Inter stânga    | Sevana Rejemetova            | 1 ianuarie 1994        | 1,65 m   | 40       | 121    | GK Kazîgurt |
| 5   | Extremă dreapta | Marina Pikalova              | 16 martie 1985         | 1,63 m   | 112      | 587    | GK Almaty   |
| 7   | Inter stânga    | Lunara Sîzdîkova             | 20 ianuarie 2000       | 1,65 m   | 40       | 124    | GK Almaty   |
| 8   | Pivot           | Valentina Sitnikova          | 10 noiembrie 1998      | 1,65 m   | 15       | 34     | GK Kazîgurt |
| 9   | Extremă stânga  | Veronika Hardina             | 29 august 1996         | 1,75 m   | 50       | 240    | GK Kaisar   |
| 10  | Pivot           | Irina Baranovskaia (căpitan) | 2 iulie 1986           | 1,80 m   | 15       | 114    | GK Almaty   |
| 12  | Portar          | Jannat Aitenova              | 5 noiembrie 1989       | 1,80 m   | 60       | 0      | GK Kazîgurt |
| 14  | Pivot           | Arailym Abdihamit            | 3 martie 1999          | 1,95 m   | 35       | 68     | GK Kazîgurt |
| 15  | Extremă stânga  | Irina Alexandrova            | 2 octombrie 1994       | 1,83 m   | 70       | 425    | GK Almaty   |
| 16  | Portar          | Tatiana Davidova             | 26 iunie 2000          | 1,73 m   | 20       | 0      | GK Kazîgurt |
| 17  | Inter dreapta   | Janerke Seitkassym           | 5 decembrie 2002       | 1,68 m   | 10       | 80     | GK Kazîgurt |
| 77  | Pivot           | Tanșolpan Jumadilova         | 18 iulie 1998          | 1,65 m   | 40       | 120    | GK Kazîgurt |
| 96  | Pivot           | Dana Abilda                  | 18 octombrie 1996      | 1,67 m   | 60       | 327    | GK Kazîgurt |
| 99  | Inter dreapta   | Maria Pupcenkova             | 10 martie 1998         | 1,75 m   | 40       | 98     | GK Kazîgurt |

### Muntenegru
O echipă de 20 de jucătoare a fost anunțată pe 17 noiembrie 2019. O echipă de 17 jucătoare a fost făcută publică pe 19 noiembrie 2019. Pe 19 noiembrie 2019 echipa a fost redusă la 16 handbaliste, după ce s-a anuțat că Ivona Pavićević nu va mai lua parte la competiție, în urma unei investigații antidoping împotriva clubului ei din România. Echipa finală a cuprins 16 jucătoare. Pe 13 decembrie, Dijana Mugoša a înlocuit-o pe Marina Rajčić.
Antrenor principal:  Per Johansson

Antrenor secund:  Adrian Vasile

Antrenor pentru portari:  Novak Ristović
| Nr. | Post            | Nume                        | Data nașterii (vârsta) | Înălțime | Selecții | Goluri | Echipă                  |
| --- | --------------- | --------------------------- | ---------------------- | -------- | -------- | ------ | ----------------------- |
| 1   | Portar          | Marina Rajčić (înlocuită)   | 24 august 1993         | 1,78 m   | 111      | 1      | ŽRK Budućnost           |
| 4   | Extremă dreapta | Jovanka Radičević (căpitan) | 23 octombrie 1986      | 1,69 m   | 148      | 802    | ŽRK Budućnost           |
| 9   | Inter stânga    | Đurđina Jauković            | 24 februarie 1997      | 1,85 m   | 53       | 160    | ŽRK Budućnost           |
| 15  | Inter dreapta   | Andrea Klikovac             | 6 mai 1991             | 1,80 m   | 66       | 30     | CSM București           |
| 16  | Portar          | Ljubica Nenezić             | 15 ianuarie 1997       | 1,79 m   | 18       | 0      | CS Gloria 2018 Bistrița |
| 20  | Centru          | Nikolina Knežević           | 2 iulie 2000           | 1,73 m   | 1        | 0      | ŽRK Budućnost           |
| 23  | Extremă dreapta | Dijana Ujkić                | 5 iulie 1996           | 1,72 m   | 25       | 25     | CS Măgura Cisnădie      |
| 27  | Inter dreapta   | Sanja Premović              | 27 noiembrie 1992      | 1,82 m   | 26       | 4      | ŽRK Budućnost           |
| 32  | Inter dreapta   | Katarina Bulatović          | 15 noiembrie 1984      | 1,90 m   | 84       | 455    | Győri Audi ETO KC       |
| 34  | Pivot           | Tatjana Brnović             | 9 noiembrie 1998       | 1,83 m   | 19       | 32     | ŽRK Budućnost           |
| 43  | Portar          | Marta Batinović             | 20 aprilie 1990        | 1,84 m   | 2        | 0      | SCM Râmnicu Vâlcea      |
| 55  | Extremă stânga  | Dijana Mugoša               | 22 octombrie 1995      | 1,69 m   | 2        | 2      | RK Podravka Koprivnica  |
| 66  | Pivot           | Ema Ramusović               | 28 noiembrie 1996      | 1,84 m   | 47       | 36     | ŽRK Budućnost           |
| 77  | Extremă stânga  | Majda Mehmedović            | 25 mai 1990            | 1,69 m   | 107      | 270    | ŽRK Budućnost           |
| 80  | Inter stânga    | Jelena Despotović           | 30 aprilie 1994        | 1,83 m   | 69       | 52     | Debreceni VSC           |
| 90  | Centru          | Milena Raičević             | 12 martie 1990         | 1,84 m   | 142      | 447    | ŽRK Budućnost           |
| 96  | Extremă stânga  | Itana Grbić                 | 1 septembrie 1996      | 1,69 m   | 38       | 41     | CSM București           |

### România
O echipă de 18 jucătoare a fost anunțată pe 7 noiembrie 2019. Echipa finală de 17 jucătoare a fost anunțată pe 20 noiembrie 2019, după ce Bianca Bazaliu, Eliza Buceschi, Daria Bucur și Cristina Laslo au fost retrase în urma unei investigații antidoping împotriva clubului lor din România. Echipa finală a cuprins 16 jucătoare.
Antrenor principal:  Tomas Ryde

Antrenor secund:  Costică Buceschi
| Nr. | Post            | Nume                        | Data nașterii (vârsta) | Înălțime | Selecții | Goluri | Echipă                  |
| --- | --------------- | --------------------------- | ---------------------- | -------- | -------- | ------ | ----------------------- |
| 1   | Portar          | Diana Ciucă                 | 1 iunie 2000           | 1,81 m   | 2        | 0      | SCM Râmnicu Vâlcea      |
| 2   | Extremă dreapta | Aneta Udriștioiu            | 22 iunie 1989          | 1,65 m   | 44       | 51     | HC Dunărea Brăila       |
| 4   | Centru          | Laura Pristăvița            | 20 iulie 1989          | 1,76 m   | 31       | 54     | CS Gloria 2018 Bistrița |
| 8   | Inter stânga    | Cristina Neagu (căpitan)    | 26 august 1988         | 1,80 m   | 187      | 772    | CSM București           |
| 9   | Pivot           | Raluca Băcăoanu (înlocuită) | 2 mai 1989             | 1,77 m   | 8        | 7      | SCM Râmnicu Vâlcea      |
| 11  | Inter stânga    | Gabriela Perianu            | 20 iunie 1994          | 1,86 m   | 46       | 51     | CSM București           |
| 14  | Extremă stânga  | Ana Maria Iuganu            | 25 februarie 1990      | 1,75 m   | 14       | 21     | Gloria Buzău            |
| 16  | Portar          | Denisa Dedu                 | 27 septembrie 1994     | 1,82 m   | 39       | 2      | CSM București           |
| 20  | Portar          | Iulia Dumanska              | 15 august 1996         | 1,78 m   | 34       | 0      | SCM Râmnicu Vâlcea      |
| 21  | Pivot           | Crina Pintea                | 3 aprilie 1990         | 1,92 m   | 68       | 104    | CSM București           |
| 22  | Extremă stânga  | Cristina Florica            | 11 mai 1992            | 1,68 m   | 27       | 15     | SCM Râmnicu Vâlcea      |
| 24  | Centru          | Elena Dache                 | 24 martie 1997         | 1,77 m   |          |        | HC Dunărea Brăila       |
| 26  | Inter stânga    | Anca Polocoșer              | 1 mai 1997             | 1,80 m   | 11       | 2      | Minaur Baia Mare        |
| 27  | Pivot           | Lorena Ostase               | 25 iulie 1997          | 1,79 m   | 6        | 4      | CSM Slatina             |
| 30  | Extremă dreapta | Sonia Seraficeanu           | 25 iulie 1997          | 1,74 m   | 5        | 2      | Minaur Baia Mare        |
| 31  | Centru          | Mădălina Zamfirescu         | 31 octombrie 1994      | 1,80 m   | 28       | 36     | SCM Râmnicu Vâlcea      |
| 88  | Inter dreapta   | Patricia Vizitiu            | 15 octombrie 1988      | 1,75 m   | 37       | 51     | SCM Craiova             |

### Senegal
O echipă de 28 de handbaliste a fost anunțată în luna noiembrie. Echipa finală a cuprins 16 jucătoare.
Antrenor principal:  Frédéric Bougeant

Antrenor secund:  Ibrahima Diallo
 
Antrenor secund:  Mathieu Vaillat
| Nr. | Post            | Nume                   | Data nașterii (vârsta) | Înălțime | Selecții | Goluri | Echipă              |
| --- | --------------- | ---------------------- | ---------------------- | -------- | -------- | ------ | ------------------- |
| 4   | Extremă dreapta | Khady Seck             | 10 martie 2000         |          |          |        | Diadji Sarr HC      |
| 5   | Centru          | Amina Sankharé         | 4 mai 1989             | 1,73 m   |          |        | Fleury Loiret       |
| 7   | Inter dreapta   | Doungou Camara         | 7 ianuarie 1995        | 1,68 m   |          |        | Stella Saint-Maur   |
| 12  | Portar          | Cira Lo                | 22 noiembrie 1996      |          |          |        | As Cannes Mandelieu |
| 14  | Inter dreapta   | Fanta Keita            | 17 octombrie 1995      | 1,72 m   |          |        | Aunis La Rochelle   |
| 15  | Pivot           | Hawa N'Diaye (căpitan) | 24 iulie 1995          | 1,76 m   |          |        | Toulon Handball     |
| 17  | Extremă dreapta | Niacalin Kanté         | 30 noiembrie 1990      | 1,67 m   |          |        | Sambre Avesnois     |
| 19  | Extremă stânga  | Adja Paye              | 26 septembrie 1989     |          |          |        | Le Pouzin           |
| 21  | Portar          | Hatadou Sako           | 21 octombrie 1995      | 1,73 m   |          |        | OGC Nice Handball   |
| 22  | Inter stânga    | Marième Ba             | 22 aprilie 1998        |          |          |        | Alfortville HB      |
| 23  | Centru          | Ndiole Sene            | 7 februarie 2003       |          |          |        | Espoir du Walo HC   |
| 24  | Inter stâng     | Penda Sylla            | 3 octombrie 1990       |          |          |        | ASPTT Strasbourg    |
| 27  | Extremă stânga  | Dienaba Sy             | 27 iunie 1995          | 1,67 m   |          |        | OGC Nice Handball   |
| 44  | Extremă dreapta | Raïssa Dapina          | 27 septembrie 1995     | 1,71 m   |          |        | Fleury Loiret       |
| 45  | Pivot           | Laura Kamdop           | 14 septembrie 1990     | 1,82 m   |          |        | Fleury Loiret       |
| 67  | Extremă stânga  | Awa Diop               | 21 iunie 1991          | 1,67 m   |          |        | ATH Achenheim       |

### Spania
O echipă de 17 jucătoare a fost anunțată pe 6 noiembrie 2019. Echipa finală a cuprins 16 handbaliste.
Antrenor principal:  Carlos Viver

Antrenor secund:  José Ignacio Prades

Antrenor pentru portari:  Vicente Álamo
| Nr. | Post            | Nume                     | Data nașterii (vârsta) | Înălțime | Selecții | Goluri | Echipă                   |
| --- | --------------- | ------------------------ | ---------------------- | -------- | -------- | ------ | ------------------------ |
| 2   | Extremă dreapta | Marta López              | 4 februarie 1990       | 1,68 m   | 101      | 198    | SCM Râmnicu Vâlcea       |
| 5   | Pivot           | María Núñez              | 27 noiembrie 1988      | 1,72 m   | 57       | 25     | ESBF Besançon            |
| 8   | Centru          | Silvia Arderíus          | 11 iulie 1990          | 1,69 m   | 23       | 31     | BM Bera Bera             |
| 10  | Pivot           | Elisabet Cesáreo         | 25 mai 1999            | 1,77 m   | 8        | 1      | BM Bera Bera             |
| 12  | Portar          | Silvia Navarro (căpitan) | 20 martie 1979         | 1,67 m   | 188      | 5      | BM Remudas               |
| 17  | Extremă stânga  | Jennifer Gutiérrez       | 20 februarie 1995      | 1,69 m   | 27       | 63     | Club Balonmano Elche     |
| 18  | Extremă dreapta | Maitane Etxeberria       | 15 ianuarie 1997       | 1,68 m   | 28       | 47     | BM Bera Bera             |
| 25  | Centru          | Nerea Pena               | 13 decembrie 1989      | 1,75 m   | 144      | 460    | Siófok KC                |
| 27  | Inter stânga    | Lara González            | 22 februarie 1992      | 1,84 m   | 109      | 112    | ESBF Besançon            |
| 30  | Extremă stânga  | Soledad López            | 4 aprilie 1992         | 1,62 m   | 12       | 46     | CBF Málaga Costa del Sol |
| 34  | Centru          | Alicia Fernández         | 21 decembrie 1992      | 1,72 m   | 22       | 46     | SCM Râmnicu Vâlcea       |
| 39  | Inter dreapta   | Almudena Rodríguez       | 9 noiembrie 1993       | 1,75 m   | 43       | 73     | Thüringer HC             |
| 44  | Pivot           | Ainhoa Hernández         | 27 aprilie 1994        | 1,78 m   | 62       | 70     | Prosetecnisa Zuazo       |
| 48  | Portar          | Darly de Paula           | 25 august 1982         | 1,78 m   | 56       | 0      | CS Gloria 2018 Bistrița  |
| 86  | Inter stânga    | Alexandrina Cabral       | 5 mai 1986             | 1,75 m   | 108      | 504    | Nantes Atlantique HB     |
| 99  | Inter dreapta   | Mireya González          | 18 iulie 1991          | 1,78 m   | 61       | 109    | SCM Râmnicu Vâlcea       |

### Ungaria
O echipă de 28 de jucătoare a fost anunțată pe 3 noiembrie 2019. O echipă cu 18 handbaliste a fost făcută publică pe 11 noiembrie 2019.
Antrenor principal:  Kim Rasmussen

Antrenor secund:  Beáta Siti

Antrenor secund:  István Bakos
| Nr. | Post            | Nume                          | Data nașterii (vârsta) | Înălțime | Selecții | Goluri | Echipă                  |
| --- | --------------- | ----------------------------- | ---------------------- | -------- | -------- | ------ | ----------------------- |
| 1   | Portar          | Ágnes Triffa                  | 18 ianuarie 1987       | 1,76 m   | 27       | 0      | DVSC Schaeffler         |
| 4   | Pivot           | Petra Tóvizi                  | 15 martie 1999         | 1,74 m   | 14       | 21     | DVSC Schaeffler         |
| 6   | Extremă stânga  | Nadine Schatzl                | 19 noiembrie 1993      | 1,73 m   | 51       | 131    | FTC-Rail Cargo Hungaria |
| 8   | Centru          | Anikó Kovacsics (căpitan)     | 29 august 1991         | 1,70 m   | 118      | 248    | FTC-Rail Cargo Hungaria |
| 10  | Inter dreapta   | Katrin Klujber                | 21 aprilie 1999        | 1,70 m   | 5        | 33     | FTC-Rail Cargo Hungaria |
| 16  | Portar          | Blanka Bíró                   | 22 septembrie 1994     | 1,83 m   | 62       | 1      | FTC-Rail Cargo Hungaria |
| 19  | Extremă stânga  | Gréta Márton                  | 3 octombrie 1999       | 1,75 m   | 4        | 8      | FTC-Rail Cargo Hungaria |
| 21  | Portar          | Éva Kiss                      | 10 iulie 1987          | 1,89 m   | 93       | 1      | Győri Audi ETO KC       |
| 23  | Inter dreapta   | Nikolett Kiss                 | 23 iulie 1996          | 1,84 m   | 8        | 10     | ÉRD NK                  |
| 33  | Inter dreapta   | Anna Kovács (înlocuită)       | 24 octombrie 1991      | 1,73 m   | 42       | 126    | DVSC Schaeffler         |
| 38  | Centru          | Petra Vámos                   | 14 septembrie 2000     | 1,75 m   | 0        | 0      | DVSC Schaeffler         |
| 45  | Inter stânga    | Noémi Háfra                   | 5 octombrie 1998       | 1,80 m   | 31       | 83     | FTC-Rail Cargo Hungaria |
| 48  | Extremă dreapta | Dorottya Faluvégi (înlocuită) | 31 martie 1998         | 1,70 m   | 9        | 20     | Győri Audi ETO KC       |
| 64  | Pivot           | Noémi Pásztor                 | 2 aprilie 1999         | 1,80 m   | 1        | 1      | FTC-Rail Cargo Hungaria |
| 66  | Extremă dreapta | Viktória Lukács               | 31 ianuarie 1995       | 1,69 m   | 44       | 90     | FTC-Rail Cargo Hungaria |
| 68  | Pivot           | Laura Szabó                   | 19 noiembrie 1997      | 1,84 m   | 16       | 23     | ÉRD NK                  |
| 87  | Inter stânga    | Zsuzsanna Tomori              | 18 iunie 1987          | 1,86 m   | 157      | 430    | Siófok KC               |
| 96  | Centru          | Gabriella Tóth                | 23 septembrie 1996     | 1,75 m   | 39       | 80     | ÉRD NK                  |

## Grupa D

### Argentina
O echipă de 18 jucătoare a fost anunțată pe 4 noiembrie 2019.
Antrenor principal:  Eduardo Gallardo

Antrenor secund:  Carlos Siso
| Nr. | Post            | Nume                    | Data nașterii (vârsta) | Înălțime | Selecții | Goluri | Echipă                    |
| --- | --------------- | ----------------------- | ---------------------- | -------- | -------- | ------ | ------------------------- |
| 2   | Portar          | Luciana Codesal         | 4 iulie 1998           | 1,72 m   | 0        | 0      | Ferro Carril Oeste        |
| 3   | Portar          | Marisol Carratú         | 15 iulie 1986          | 1,76 m   | 96       | 3      | CB Atlético Guardés       |
| 4   | Portar          | Leila Niño              | 23 octombrie 1992      | 1,67 m   | 22       | 2      | CI.DE.CO                  |
| 7   | Extremă stânga  | Joana Bolling           | 6 aprilie 1995         | 1,69 m   | 20       | 30     | BM AULA Valladolid        |
| 8   | Extremă stânga  | Camila Bonazzola        | 21 iunie 1996          | 1,71 m   | 47       | 105    | Club Vicente López        |
| 11  | Inter stânga    | Manuela Pizzo           | 13 noiembrie 1991      | 1,78 m   | 136      | 337    | Super Amara Bera Bera     |
| 12  | Centru          | Elke Karsten            | 15 mai 1995            | 1,77 m   | 81       | 189    | DVSC Schaeffler           |
| 13  | Inter stânga    | Macarena Gandulfo       | 3 noiembrie 1993       | 1,75 m   | 70       | 84     | Universitatea Cluj-Napoca |
| 14  | Centru          | Micaela Casasola        | 17 martie 1997         | 1,75 m   | 46       | 87     | Vélez Handball            |
| 16  | Centru          | Victoria Crivelli       | 30 septembrie 1990     | 1,74 m   | 152      | 186    | Ferro Carril Oeste        |
| 17  | Centru          | Macarena Sans           | 20 noiembrie 1996      | 1,65 m   | 70       | 105    | Regatas Handball          |
| 20  | Inter dreapta   | Luciana Mendoza         | 14 martie 1990         | 1,70 m   | 159      | 534    | ATH                       |
| 21  | Inter dreapta   | Malena Cavo             | 2 aprilie 1999         | 1,69 m   | 12       | 32     | Club Dorrego Handball     |
| 22  | Extremă dreapta | Rosario Urban           | 13 martie 1997         | 1,67 m   | 43       | 85     | CB Atlético Guardés       |
| 23  | Extremă dreapta | Ayelén García           | 13 decembrie 1999      | 1,66 m   | 7        | 11     | CA River Plate            |
| 25  | Pivot           | Antonela Mena (căpitan) | 28 martie 1988         | 1,83 m   | 175      | 211    | CID Moreno Handball       |
| 26  | Pivot           | Giuliana Gavilán        | 7 martie 1996          | 1,76 m   | 30       | 38     | BMC Liberbank Gijon       |
| 27  | Pivot           | Rocío Campigli          | 6 august 1994          | 1,73 m   | 60       | 140    | Rincón Fertilidad Málaga  |

### China
Echipa finală cuprinde 16 jucătoare.
Antrenor principal:  Heine Jensen

Antrenor secund:  Zhao Jia Qin
 
Antrenor secund:  Zhang Ji
| Nr. | Post            | Nume              | Data nașterii (vârsta) | Înălțime | Selecții | Goluri | Echipă            |
| --- | --------------- | ----------------- | ---------------------- | -------- | -------- | ------ | ----------------- |
| 1   | Portar          | Lu Chang          | 6 aprilie 1998         | 1.80 m   | 0        | 0      | Shandong Handbal  |
| 2   | Inter dreapta   | Lin Yanqun        | 16 mai 1996            | 1.77 m   | 70       | 140    | Shandong Handbal  |
| 3   | Extremă dreapta | Zhang Haixia      | 10 februarie 1995      | 1.74 m   | 90       | 180    | Jiangsu Handbal   |
| 9   | Centru          | Zhou Yuting       | 26 octombrie 1995      | 1.78 m   | 40       | 90     | Shandong Handbal  |
| 10  | Inter stânga    | Tian Xiuxiu       | 13 ianuarie 1996       | 1.70 m   | 45       | 70     | Shandong Handbal  |
| 11  | Extremă stânga  | Lyu Qingwen       | 22 mai 1998            | 1.68 m   | 40       | 90     | Shandong Handbal  |
| 14  | Inter stânga    | Zhou Mengxue      | 20 februarie 2000      | 1.75 m   | 30       | 90     | Anhui Handbal     |
| 15  | Inter dreapta   | Sun Mengying      | 11 aprilie 1990        | 1.77 m   | 90       | 120    | Shanghai Handbal  |
| 18  | Inter stânga    | Chen Shuo         | 18 noiembrie 2000      | 1.80 m   | 0        | 0      | Guangdong Handbal |
| 19  | Pivot           | Mo Mengmeng       | 6 ianuarie 1995        | 1.80 m   | 35       | 15     | Jiangsu Handbal   |
| 21  | Pivot           | Mu Qingcong       | 26 mai 1997            | 1.80 m   | 0        | 0      | Shandong Handbal  |
| 22  | Portar          | Yang Yurou        | 16 iulie 1996          | 1.85 m   | 70       | 5      | Anhui Handbal     |
| 28  | Pivot           | Qiao Ru (căpitan) | 5 ianuarie 1995        | 1.83 m   | 90       | 160    | Jiangsu Handbal   |
| 30  | Extremă dreapta | Zhou Lei          | 25 octombrie 1994      | 1.70 m   | 15       | 30     | Shanghai Handbal  |
| 32  | Extremă stânga  | Yu Yuanyuan       | 30 ianuarie 1995       | 1.72 m   | 50       | 100    | Jiangsu Handbal   |
| 34  | Centru          | Jin Mengqing      | 29 mai 1995            | 1.72 m   | 60       | 150    | Jiangsu Handbal   |
| 99  | Extremă dreapta | Huang Haiyu       | 9 februarie 2000       | 1.68 m   | 0        | 0      | Guangxi Handbal   |

### Republica Democrată Congo
Echipa finală cuprinde 16 jucătoare.
Antrenor principal:  Célestin Mpoua Nkoua

Antrenor secund:  Jean Claude Alekasango

Antrenor secund:  Guy Kanoha Mvuzi
| Nr. | Post            | Nume                          | Data nașterii (vârsta) | Înălțime | Selecții | Goluri | Echipă                       |
| --- | --------------- | ----------------------------- | ---------------------- | -------- | -------- | ------ | ---------------------------- |
| 4   | Centru          | Consolate Feza                | 23 martie 1985         | 1,68 m   |          |        | Mikishi Lubumbashi           |
| 5   | Inter stânga    | Laety Ombala                  | 17 ianuarie 1999       | 1,78 m   |          |        | Aulnay Handball              |
| 6   | Extremă stânga  | Clémence Matutu               | 28 aprilie 1992        | 1,59 m   |          |        | Serris Val d'Europe          |
| 9   | Inter stânga    | Christianne Mwasesa (căpitan) | 23 martie 1985         | 1,75 m   |          |        | Primeiro de Agosto           |
| 10  | Centru          | Raïssa Yalibi                 | 11 martie 1992         | 1,65 m   |          |        | HC Héritage                  |
| 11  | Inter stânga    | Hillary Ikdondo               | 31 martie 1997         | 1,70 m   |          |        | ASUL Vaulx-en-Velin Handball |
| 12  | Portar          | Françoise Tshibola            | 28 decembrie 1994      | 1,61 m   |          |        | HC Héritage                  |
| 13  | Inter stânga    | Lydia Musonda                 | 6 mai 1988             | 1,80 m   |          |        | Mikishi Lubumbashi           |
| 17  | Inter dreapta   | Cynthia Liandja               | 7 octombrie 1995       | 1,75 m   |          |        | Handball Plan-de-Cuques      |
| 18  | Extremă dreapta | Vanessa Moesta                | 16 decembrie 1992      | 1,68 m   |          |        | Angoulême Charente Handball  |
| 25  | Inter dreapta   | Carine Babina                 | 16 ianuarie 1994       | 1,76 m   |          |        | Mikishi Lubumbashi           |
| 33  | Extremă stânga  | Estel Memana                  | 5 august 1997          | 1,72 m   |          |        | Chambray Touraine Handball   |
| 39  | Centru          | Prescyllia Engala             | 30 decembrie 1991      | 1,69 m   |          |        | Aulnay Handball              |
| 42  | Pivot           | Isaure Mosabau                | 10 iunie 1994          | 1,71 m   |          |        | Noisy-le-Grand Handball      |
| 72  | Portar          | Cécilia Errin                 | 13 decembrie 1998      | 1,84 m   |          |        | Handball Octeville-sur-Mer   |
| 77  | Pivot           | Roseline Ngo                  | 27 aprilie 1993        | 1,74 m   |          |        | Le Pouzin Handball           |
| 94  | Portar          | Audrey Nganmogne              | 14 noiembrie 1994      | 1,80 m   |          |        | Mérignac Handball            |

### Japonia
O echipă de 21 de jucătoare a fost anunțată pe 12 noiembrie 2019.
Antrenor principal:  Ulrik Kirkely

Antrenor secund:  Ryosuke Kushida

Antrenor secund:  Antoni Parecki
| Nr. | Post            | Nume                    | Data nașterii (vârsta) | Înălțime | Selecții | Goluri | Echipă               |
| --- | --------------- | ----------------------- | ---------------------- | -------- | -------- | ------ | -------------------- |
| 2   | Pivot           | Mika Nagata             | 28 mai 1994            | 1,80 m   | 7        | 2      | Hokkoku Bank         |
| 3   | Pivot           | Kaho Sunami             | 5 ianuarie 1993        | 1,66 m   | 5        | 17     | Sony Semiconductor   |
| 4   | Inter dreapta   | Yui Sunami              | 7 iunie 1991           | 1,63 m   | 24       | 80     | Hokkoku Bank         |
| 5   | Inter stânga    | Sayo Shiota             | 21 martie 1989         | 1,72 m   | 25       | 34     | Hokkoku Bank         |
| 6   | PM              | Yuka Ishii              | 2 septembrie 1993      | 1,66 m   |          |        | Omron HC             |
| 7   | Extremă dreapta | Asuka Fujita            | 14 februarie 1996      | 1,66 m   | 7        | 19     | Borussia Dortmund    |
| 12  | Portar          | Minami Itano            | 2 februarie 1993       | 1,73 m   | 0        | 0      | Hiroshima Maple Reds |
| 13  | Extremă stânga  | Chie Katsuren           | 14 aprilie 1989        | 1,59 m   | 25       | 60     | Omron HC             |
| 15  | Inter dreapta   | Hitomi Tada             | 13 octombrie 1991      | 1,66 m   | 1        | 1      | MIE violet' IRIS     |
| 16  | Portar          | Yumi Miyagawa           | 2 noiembrie 1991       | 1,72 m   |          |        | Omron HC             |
| 18  | Extremă stânga  | Yuki Tanabe             | 25 august 1989         | 1,70 m   | 30       | 94     | Hokkoku Bank         |
| 20  | Extremă dreapta | Natsumi Akiyama         | 23 iulie 1994          | 1,62 m   |          |        | Hokkoku Bank         |
| 21  | Extremă dreapta | Ayaka Ikehara           | 24 septembrie 1990     | 1,57 m   | 23       | 39     | Nykøbing Falster HK  |
| 24  | Centru          | Nozomi Hara             | 9 martie 1991          | 1,70 m   | 45       | 102    | MIE violet' IRIS     |
| 25  | Centru          | Mana Ohyama             | 7 decembrie 1992       | 1,64 m   | 5        | 18     | Hokkoku Bank         |
| 27  | Inter stânga    | Haruno Sasaki           | 26 februarie 1995      | 1,72 m   | 6        | 13     | Hokkoku Bank         |
| 28  | Pivot           | Shiori Nagata (căpitan) | 24 octombrie 1987      | 1,71 m   | 65       | 42     | Omron HC             |
| 30  | Portar          | Sakura Hauge            | 7 ianuarie 1987        | 1,74 m   | 22       | 2      | ESBF Besançon        |
| 36  | Inter dreapta   | Kaho Nakayama           | 23 octombrie 1990      | 1,72 m   |          |        | Osaka HC             |
| 41  | Inter stânga    | Tomomi Kawata           | 30 iunie 1998          | 1,60 m   |          |        | Hokkoku Bank         |
| 81  | Centru          | Mayuko Ishitate         | 18 ianuarie 1987       | 1,67 m   | 66       | 140    | MIE violet' IRIS     |

### Rusia
O echipă de 20 de jucătoare a fost anunțată pe 8 noiembrie 2019. Pe 20 noiembrie, echipa a fost redusă la 18 handbaliste.
Antrenor principal:  Ambros Martín

Antrenor secund:  Oleg Kiselev

Antrenor secund:  Alexei Alekseev
| Nr. | Post            | Nume                  | Data nașterii (vârsta) | Înălțime | Selecții | Goluri | Echipă            |
| --- | --------------- | --------------------- | ---------------------- | -------- | -------- | ------ | ----------------- |
| 1   | Portar          | Anna Sedoikina        | 1 august 1984          | 1,84 m   | 142      | 5      | Rostov-Don        |
| 2   | Extremă stânga  | Polina Kuznețova      | 10 iunie 1987          | 1,68 m   | 144      | 391    | Rostov-Don        |
| 8   | Inter stânga    | Anna Sen (căpitan)    | 3 decembrie 1990       | 1,86 m   | 134      | 309    | Rostov-Don        |
| 9   | Inter stânga    | Olga Gorșenina        | 9 noiembrie 1990       | 1,81 m   | 36       | 22     | ȚSKA Moscova      |
| 11  | Portar          | Anastasia Laghina     | 11 august 1995         | 1,78 m   | 0        | 0      | GK Lada           |
| 13  | Inter dreapta   | Anna Viahireva        | 13 martie 1995         | 1,68 m   | 79       | 345    | Rostov-Don        |
| 17  | Inter stânga    | Vladlena Bobrovnikova | 24 octombrie 1987      | 1,82 m   | 51       | 117    | Rostov-Don        |
| 19  | Pivot           | Ksenia Makeeva        | 19 septembrie 1990     | 1,86 m   | 133      | 261    | Rostov-Don        |
| 23  | Centru          | Elena Mihailicenko    | 14 septembrie 2001     | 1,77 m   | 2        | 2      | GK Lada           |
| 25  | Extremă dreapta | Olga Fomina           | 17 aprilie 1989        | 1,75 m   | 76       | 161    | GK Lada           |
| 26  | Pivot           | Jana Žilinskaitė      | 6 martie 1989          | 1,85 m   | 29       | 27     | ȚSKA Moscova      |
| 34  | Centru          | Elizaveta Malașenko   | 26 februarie 1996      | 1,80 m   | 40       | 44     | GK Astrahanocika  |
| 36  | Extremă dreapta | Iulia Managarova      | 27 septembrie 1988     | 1,67 m   | 28       | 87     | Rostov-Don        |
| 61  | Inter dreapta   | Valeria Maslova       | 23 ianuarie 2001       | 1,85 m   | 4        | 3      | Rostov-Don        |
| 63  | Extremă stânga  | Kristina Kojokar      | 28 februarie 1994      | 1,74 m   | 20       | 16     | Rostov-Don        |
| 67  | Pivot           | Anastasia Ilarionova  | 28 martie 1999         | 1,79 m   | 0        | 0      | Zvezda Zvenigorod |
| 77  | Centru          | Iaroslava Frolova     | 18 mai 1997            | 1,78 m   | 24       | 24     | Kuban Krasnodar   |
| 88  | Portar          | Victoria Kalinina     | 8 decembrie 1988       | 1,82 m   | 76       | 0      | Kuban Krasnodar   |

### Suedia
O echipă de 18 jucătoare a fost anunțată pe 22 octombrie 2019. Pe 5 noiembrie 2019, Kristin Thorleifsdóttir a înlocuit-o pe Sabina Jacobsen, din cauza unei accidentări la genunchi.
Antrenor principal:  Henrik Signell

Antrenor secund:  Jan Ekman
| Nr. | Post            | Nume                      | Data nașterii (vârsta) | Înălțime | Selecții | Goluri | Echipă                  |
| --- | --------------- | ------------------------- | ---------------------- | -------- | -------- | ------ | ----------------------- |
| 1   | Portar          | Martina Thörn             | 21 februarie 1991      | 1,78 m   | 14       | 0      | Aarhus United           |
| 2   | Pivot           | Johanna Forsberg          | 16 octombrie 1995      | 1,77 m   | 7        | 11     | IK Sävehof              |
| 4   | Extremă stânga  | Olivia Mellegård          | 17 iunie 1996          | 1,78 m   | 49       | 106    | København Håndbold      |
| 6   | Centru          | Carin Strömberg (căpitan) | 10 iulie 1993          | 1,84 m   | 74       | 83     | Viborg HK               |
| 7   | Pivot           | Linn Blohm                | 20 mai 1992            | 1,80 m   | 93       | 218    | København Håndbold      |
| 8   | Inter stânga    | Jamina Roberts            | 28 mai 1990            | 1,76 m   | 154      | 320    | Randers HK              |
| 9   | Centru          | Melissa Petrén            | 18 ianuarie 1995       | 1,73 m   | 6        | 19     | HH Elite                |
| 10  | Extremă dreapta | Mathilda Lundström        | 20 decembrie 1996      | 1,64 m   | 24       | 29     | Skuru IK                |
| 12  | Portar          | Filippa Idéhn             | 15 august 1990         | 1,83 m   | 112      | 3      | Silkeborg-Voel KFUM     |
| 16  | Portar          | Jessica Ryde              | 18 mai 1994            | 1,83 m   | 7        | 0      | Herning-Ikast Håndbold  |
| 18  | Extremă stânga  | Marie Wall                | 3 aprilie 1992         | 1,77 m   | 26       | 32     | København Håndbold      |
| 19  | Pivot           | Anna Lagerquist           | 16 octombrie 1993      | 1,73 m   | 46       | 69     | Nykøbing Falster        |
| 20  | Centru          | Isabelle Gulldén          | 19 iulie 1989          | 1,78 m   | 202      | 786    | Brest Bretagne Handball |
| 22  | Inter dreapta   | Hanna Blomstrand          | 25 august 1996         | 1,73 m   | 48       | 85     | København Håndbold      |
| 23  | Centru          | Emma Lindqvist            | 17 septembrie 1997     | 1,77 m   | 9        | 5      | H 65 Höör               |
| 24  | Extremă dreapta | Nathalie Hagman           | 19 iulie 1991          | 1,67 m   | 143      | 452    | Odense Håndbold         |
| 25  | Inter stânga    | Mikaela Mässing           | 13 martie 1994         | 1,88 m   | 19       | 69     | Thüringer HC            |
| 29  | Inter stânga    | Kristin Thorleifsdóttir   | 31 ianuarie 1998       | 1,82 m   | 0        | 0      | H 65 Höör               |